# Piekło (dopływ Lubania)
Piekło, Piekiełko – potok, lewy dopływ Lubania.
Potok wypływa na wysokości około 1090 m na południowych stokach wschodniego wierzchołka Lubania w Gorcach. Ma kilka niewielkich dopływów wypływających ze źródeł. Jedno z tych źródeł, wypływające na wysokości 874 m, ma wydajność 50 l/s. Potok spływa w kierunku południowym i na wysokości około 750 m uchodzi do Lubańskiego Potoku.
Cała zlewnia potoku Piekło znajduje się w porośniętych lasem stokach Lubania w obrębie miejscowości Grywałd w województwie małopolskim, w powiecie nowotarskim, w gminie Krościenko nad Dunajcem.